# Sixpence None the Richer
Sixpence None the Richer is een Amerikaanse rockband.

## Carrière
Sixpence None the Richer werd opgericht in 1992. De naam van de groep is afkomstig van een boek van C.S. Lewis.
In 1998 bracht de groep de single Kiss Me uit. Het lied werd gebruikt in de romantische film She's All That, de serie Dawson's Creek en bij het huwelijk tussen Sophie Rhys-Jones en prins Edward. De single bereikte de eerste plaats in Canada, Australië en haalde de top tien in Oostenrijk, Vlaanderen, Duitsland, Ierland, Italië, Nieuw-Zeeland, Noorwegen, Zwitserland, Groot-Brittannië en de Verenigde Staten. In 2004 ging de groep uit elkaar, maar in 2008 kwamen de leden weer samen.

## Discografie
Studioalbums
- The Fatherless and the Widow (1994)
- This Beautiful Mess (1995)
- Sixpence None the Richer (1997)
- Divine Discontent (2002)
- The Dawn of Grace (2008)
- Lost in Transition (2012)

Compilatiealbums
- Collage: A portrait of Their Best (1998)
- The Best of Sixpence None the Richer (2004)
- The Ultimate Collection (2015)

### Hitnoteringen
| Single met hitnotering(en) in de Vlaamse Ultratop 50 | Datum van verschijnen | Datum van binnenkomst | Hoogste positie | Aantal weken | Opmerkingen |
| ---------------------------------------------------- | --------------------- | --------------------- | --------------- | ------------ | ----------- |
| Kiss Me                                              | 1998                  | 17-07-1999            | 7               | 13           |             |
| There She Goes                                       | 1998                  |                       | tip14           |              |             |

| Single met eventuele hitnotering(en) in de Nederlandse Top 40 | Datum van verschijnen | Datum van binnenkomst | Hoogste positie | Aantal weken | Opmerkingen |
| ------------------------------------------------------------- | --------------------- | --------------------- | --------------- | ------------ | ----------- |
| Kiss Me                                                       | 1998                  | 19-06-1999            | 12              | 12           |             |

#### NPO Radio 2 Top 2000
Van Sixpence None the Richer stond alleen Kiss Me in 2007 in de NPO Radio 2 Top 2000, op plek 1335.